# Tredje tjeckoslovakiska republiken

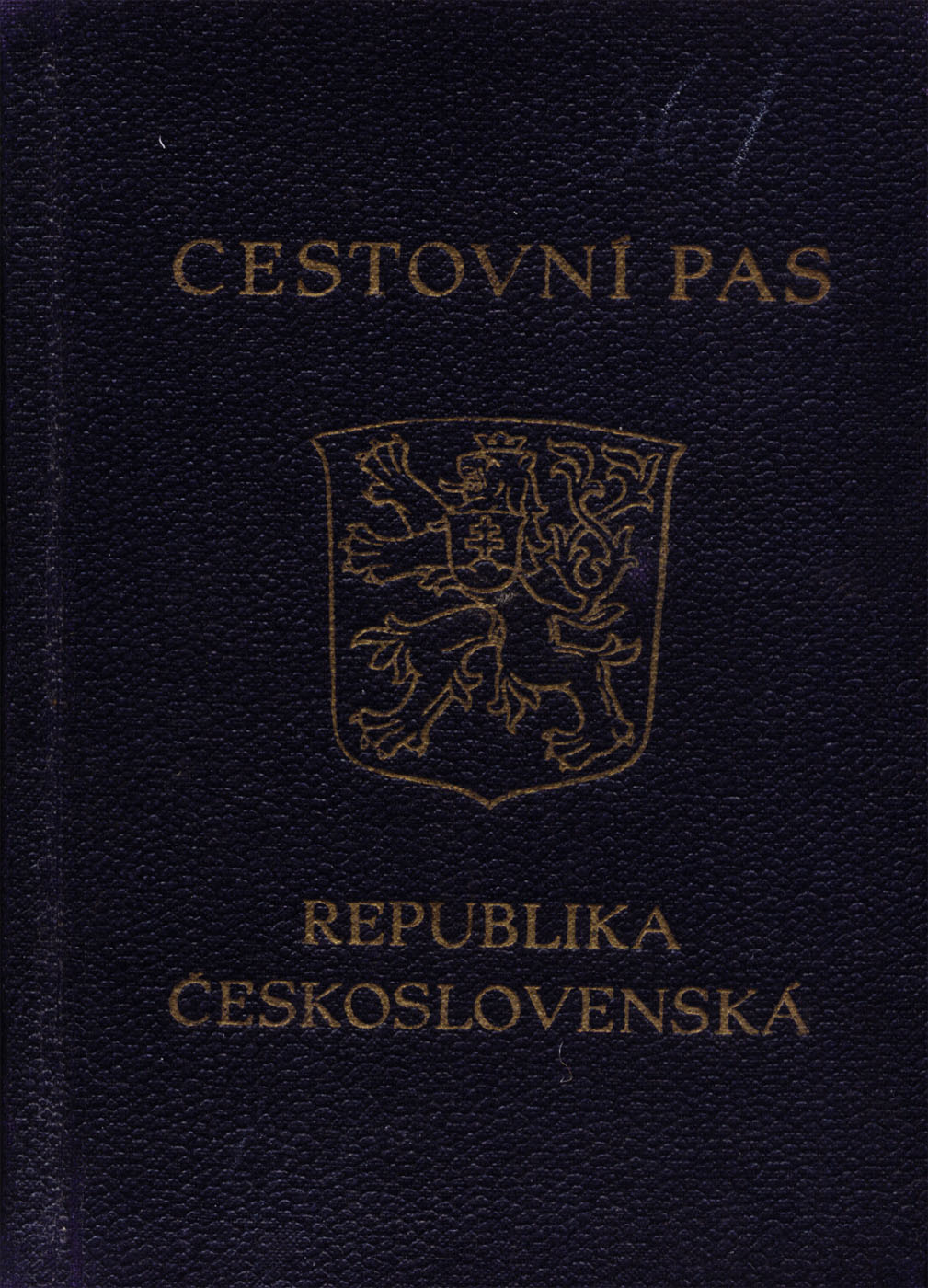
Tjeckoslovakiskt pass utfärdat 1947.

Tredje tjeckoslovakiska republiken (tjeckiska: Třetí Československá republika, slovakiska: Tretia česko-slovenská republika) avser Tjeckoslovakiens historia åren 1945-1948. Under andra världskriget försvann Tjeckoslovakien från Europakartan. Återskapandet efter kriget handlade inte bara av de västallierades politik, utan indikerade även styrkan hos Första tjeckoslovakiska republikens ideal.

## Historia år för år

### 1945
Den så kallade "Tredje tjeckoslovakiska republiken" (1945-1948), skapades i april 1945.

### 1946
Vid val i maj 1946, vann KSČ i den tjeckiska delen (40,17%), och antikommunistiska Demokratiska partiet i Slovakien (62%). 

### 1947
Detta år hände inte lika mycket. KSČ fortsatte proklamera sin nationella och demokratiska orientering.

### 1948
I februari 1948 grep kommunisterna makten genom den så kallade Pragkuppen.

### Fotnoter
1. ↑  ”Pragkuppen”. Nationalencyklopedin. https://www.ne.se/uppslagsverk/encyklopedi/l%C3%A5ng/pragkuppen. Läst 24 december 2017.